# Discografie van Mickie Krause
Deze discografie is een overzicht van het muzikale werk van de Duitse schlagerzanger Mickie Krause en zijn pseudoniemen zoals Krausetto en Mickie Krauss. Volgens de verkoopcijfers heeft hij vanaf september 2023 meer dan 1,3 miljoen platen verkocht. Zijn meest succesvolle publicaties zijn de singles Schatzi schenk mir ein Foto! en Geh mal Bier hol'n (GmBh), waarvan elk meer dan 300.000 exemplaren verkocht werden, waarmee ze de best verkochte hits in Duitsland waren in de jaren 2010.

## Albums

### Studioalbums
| Jaar | Titel Muzieklabel                                                                                    | Hitlijstklassering | Hitlijstklassering | Hitlijstklassering | Opmerkingen                         |
| Jaar | Titel Muzieklabel                                                                                    | DE                 | AT                 | CH                 | Opmerkingen                         |
| ---- | --- | ------------------ | ------------------ | ------------------ | ----------------------------------- |
| 2001 | OK … folgendes – Meine größten Erfolge Teil 2 Electrola (EMI)                                        | 85 (2 weken)       | —                  | —                  | Eerste publicatie: 5 januari 2001   |
| 2003 | Krause Alarm – Das beste Partyalbum der Welt Electrola (EMI)                                         | 76 (1 week)        | —                  | —                  | Eerste publicatie: 13 juni 2003     |
| 2006 | Wie Blei in den Regalen – 19 Songs, alles Hits Electrola (EMI)                                       | 56 (3 weken)       | —                  | —                  | Eerste publicatie: 28 juli 2006     |
| 2007 | Vom Mund in die Orgel – Mickie Krause singt die schönsten Fahrten- und Wanderlieder! Electrola (EMI) | 74 (1 week)        | —                  | —                  | Eerste publicatie: 27 juli 2007     |
| 2010 | Entscheidung auf Mallorca Electrola (EMI)                                                            | 70 (1 week)        | —                  | —                  | Eerste publicatie: 30 juli 2010     |
| 2012 | Eins.Plus.wie.immer Electrola (EMI)                                                                  | 30 (2 weken)       | —                  | —                  | Eerste publicatie: 17 augustus 2012 |
| 2014 | Ein Wort sagt mehr als 1000 Bilder Rhingtön (UMG)                                                    | 27 (2 weken)       | —                  | —                  | Eerste publicatie: 30 mei 2014      |

### Livealbums
| Jaar | Titel Muzieklabel                                                | Opmerkingen                                                                                      |
| ---- | ---------------------------------------------------------------- | ------------------------------------------------------------------------------------------------ |
| 2013 | Eins.Plus.wie.immer – Live mit Band aus dem Luxor Rhingtön (UMG) | Eerste publicatie: 22 november 2013 De verkoop wordt toegevoegd aan het studioalbum in Duitsland |

### Compilaties
| Jaar | Titel Muzieklabel                                               | Hitlijstklassering | Hitlijstklassering | Hitlijstklassering | Opmerkingen                         |
| Jaar | Titel Muzieklabel                                               | DE                 | AT                 | CH                 | Opmerkingen                         |
| ---- | --------------------------------------------------------------- | ------------------ | ------------------ | ------------------ | ----------------------------------- |
| 2008 | 10 Jahre – Gute Unterhaltung Emm Records (EMI)                  | 55 (3 weken)       | —                  | —                  | Eerste publicatie: 1 augustus 2008  |
| 2016 | Krause’s Fussballhits Rhingtön (UMG)                            | —                  | —                  | —                  | Eerste publicatie: 3 juni 2016      |
| 2016 | Duette Rhingtön (UMG)                                           | —                  | —                  | —                  | Eerste publicatie: 16 oktober 2016  |
| 2018 | Wir woll’n feiern für die Ewigkeit! Best Of! Rhingtön (UMG)     | 35 (2 weken)       | —                  | —                  | Eerste publicatie: 10 augustus 2018 |
| 2023 | Oktoberfest Party mit Mickie Krause Global Clearing House (UMG) | —                  | —                  | —                  | Eerste publicatie: 1 september 2023 |
| 2024 | Après Ski-Hits mit Mickie Krause Global Clearing House (UMG)    | —                  | —                  | —                  | Eerste publicatie: 2 januari 2024   |

### EP's
| Jaar | Titel Muzieklabel                                                        | Opmerkingen                                        |
| ---- | ------------------------------------------------------------------------ | -------------------------------------------------- |
| 2020 | Weihnachtsparty mit Mickie Krause Global Clearing House (UMG)            | Eerste publicatie: 1 december 2020                 |
| 2020 | Silvesterparty mit Mickie Krause Global Clearing House (UMG)             | Eerste publicatie: 18 december 2020                |
| 2021 | Karnevalsparty mit Mickie Krause Global Clearing House (UMG)             | Eerste publicatie: 5 februari 2021                 |
| 2021 | Live! @ Studio Electrola (UMG)                                           | Eerste publicatie: 2 april 2021                    |
| 2022 | Ballermann Hits Party 2022 mit Mickie Krause Global Clearing House (UMG) | Eerste publicatie: 7 april 2022                    |
| 2023 | Après Ski-Hits Party mit Mickie Krause Global Clearing House (UMG)       | Eerste publicatie: 20 januari 2023                 |
| 2023 | Ballermann Hits Party 2023 mit Mickie Krause Global Clearing House (UMG) | Eerste publicatie: 5 juni 2023                     |
| 2023 | Noisetime Remix EP Electrola (UMG)                                       | Eerste publicatie: 22 september 2023 met Noisetime |
| 2024 | Karneval Party mit Mickie Krause Global Clearing House (UMG)             | Eerste publicatie: 2 februari 2024                 |

## Singles

### Als leadmuzikant
| Jaar | Titel Album                                                                                             | Hitlijstklassering | Hitlijstklassering | Hitlijstklassering | Opmerkingen |
| Jaar | Titel Album                                                                                             | DE                 | AT                 | CH                 | Opmerkingen |
| ---- | --- | ------------------ | ------------------ | ------------------ | --- |
| 1998 | Anita OK … Folgendes                                                                                    | —                  | —                  | —                  | Eerste publicatie: 13 mei 1998 Origineel: Costa Cordalis                                                              |
| 1999 | Olé wir hol’n den Cup in Barcelona ook bekend als: Olé wir fahr’n in P... nach Barcelona OK … Folgendes | —                  | —                  | —                  | Eerste publicatie: 11 mei 1999 Origineel: Traditional – Funiculì, Funiculà                                            |
| 1999 | 10 nackte Friseusen OK … Folgendes                                                                      | 26 (9 weken)       | 40 (1 week)        | —                  | Eerste publicatie: 25 juni 1999                                                                                       |
| 2000 | Zeig doch mal die Möpse OK … Folgendes                                                                  | —                  | —                  | —                  | Eerste publicatie: 13 juni 2000                                                                                       |
| 2000 | Der Ober bricht / Mickie Krause Megamix OK … Folgendes                                                  | —                  | —                  | —                  | Eerste publicatie: 2000                                                                                               |
| 2001 | Geh doch zu Hause, du alte Scheiße! Krause Alarm                                                        | 67 (9 weken)       | —                  | —                  | Eerste publicatie: 2001                                                                                               |
| 2002 | Knockin’ on Heaven’s Door Krause Alarm                                                                  | 83 (3 weken)       | —                  | —                  | Erstveröffentlichung: 3 juni 2002 Origineel: Bob Dylan                                                                |
| 2003 | Reiss die Hütte ab! Krause Alarm                                                                        | 72 (1 weken)       | —                  | —                  | Eerste publicatie: 24 februari 2003 Origineel: Lally Stott – Chirpy Chirpy Cheep Cheep                                |
| 2006 | Arschgeweih Wie Blei in den Regalen                                                                     | —                  | —                  | —                  | Eerste publicatie: 1 april 2006                                                                                       |
| 2006 | Laudato si Wie Blei in den Regalen                                                                      | 62 (9 weken)       | —                  | —                  | Eerste publicatie: 26 mei 2006                                                                                        |
| 2006 | Kumbaja Wie Blei in den Regalen                                                                         | 57 (4 weken)       | —                  | —                  | Eerste publicatie: 29 december 2006 Origineel: Traditional                                                            |
| 2007 | Finger im Po – Mexiko Vom Mund in die Orgel                                                             | 51 (12 weken)      | —                  | —                  | Eerste publicatie: 29. juni 2007                                                                                      |
| 2008 | Ich glaub hier ist doch wieder Alkohol im Spiel Vom Mund in die Orgel                                   | 96 (3 weken)       | —                  | —                  | Eerste publicatie: 4 januari 2008 feat. Chaos Team                                                                    |
| 2008 | Supa Deutschland! (Wir werden Europameister) 10 Jahre – Gute Unterhaltung                               | 16 (7 weken)       | —                  | —                  | Eerste publicatie: 23 mei 2008                                                                                        |
| 2008 | Orange trägt nur die Müllabfuhr 10 Jahre – Gute Unterhaltung                                            | 31 (10 weken)      | —                  | —                  | Eerste publicatie: 13 juni 2008 feat. Chaos Team; Origineel: Village People – Go West                                 |
| 2008 | Jan Pillemann Otze Entscheidung auf Mallorca                                                            | 60 (6 weken)       | —                  | —                  | Eerste publicatie: 15 augustus 2008 Verkoop: + 150.000                                                                |
| 2009 | Jede Stelle meines Körpers –                                                                            | 87 (2 weken)       | —                  | —                  | Eerste publicatie: 2 januari 2009 Origineel: A. Kuby & M. Mosar – Körperzellen Rock                                   |
| 2009 | Düp Düp Entscheidung auf Mallorca                                                                       | 52 (13 weken)      | —                  | —                  | Eerste publicatie: 17 juli 2009 Origineel: Planet Funk – Chase the Sun                                                |
| 2010 | Ich bin solo Entscheidung auf Mallorca                                                                  | 87 (2 weken)       | —                  | —                  | Eerste publicatie: 23 juli 2010 Origineel: The Sutherland Brothers – Sailing                                          |
| 2010 | Wau wau / Geile Sau Entscheidung auf Mallorca                                                           | —                  | —                  | —                  | Eerste publicatie: 30 juli 2010 feat. Stefan Tanz                                                                     |
| 2010 | Schatzi schenk mir ein Foto! Eins.Plus.wie.immer                                                        | 27 (45 weken)      | 38 (8 weken)       | 70 (1 weken)       | Eerste publicatie: 19 november 2010 Verkoop: + 300.000; feat. Ko&Ko Origineel: Rogier & Co – Schatje, mag ik je foto? |
| 2012 | Nur noch Schuhe an! Eins.Plus.wie.immer                                                                 | 32 (10 weken)      | —                  | —                  | Eerste publicatie: 20 juli 2012 Verkoop: + 150.000 Origineel: Gebroeders Ko – Alleen maar schoenen aan                |
| 2014 | Rot sind die Rosen Ein Wort sagt mehr als 1000 Bilder                                                   | —                  | —                  | —                  | Eerste publicatie: 5 mei 2014 feat. Ingrid & Klaus                                                                    |
| 2014 | Geh mal Bier hol’n (GmBh) Ein Wort sagt mehr als 1000 Bilder                                            | 44 (13 weken)      | —                  | —                  | Eerste publicatie: 13 juni 2014 Verkoop: + 300.000                                                                    |
| 2014 | Schalala nach Hause Krause’s Fussballhits                                                               | —                  | —                  | —                  | Eerste publicatie: 23 juni 2014 met Jan Zerbst                                                                        |
| 2014 | Die Nummer 1 der Welt sind wir –                                                                        | —                  | —                  | —                  | Eerste publicatie: 29 augustus 2014                                                                                   |
| 2015 | Biste braun, kriegste Fraun Ein Wort sagt mehr als 1000 Bilder                                          | —                  | —                  | —                  | Eerste publicatie: 5 juni 2015 Verkoop: + 200.000                                                                     |
| 2016 | Wir sind die Kinder vom Süderhof Duette                                                                 | —                  | —                  | —                  | Eerste publicatie: 6 mei 2016 feat. Chaos Team; Origineel: Rolf und seine Freunde – Die Kinder des Rock‘n’Roll        |
| 2016 | Finger weg von Sachen ohne Alkohol Wir woll’n feiern für die Ewigkeit! Best Of!                         | —                  | —                  | —                  | Eerste publicatie: 24 juni 2016                                                                                       |
| 2016 | Richtung Mond Duette                                                                                    | —                  | —                  | —                  | Eerste publicatie: 20 oktober 2016 feat. Dominik Ofner                                                                |
| 2017 | Mich hat ein Engel geküsst Wir woll’n feiern für die Ewigkeit! Best Of!                                 | —                  | —                  | —                  | Eerste publicatie: 6 januari 2017 Origineel: Stef Ekkel & René Karst – Liever te dik in de kist…                      |
| 2017 | Einhorn –                                                                                               | —                  | —                  | —                  | Eerste publicatie: 9 juni 2017                                                                                        |
| 2018 | Für die Ewigkeit Wir woll’n feiern für die Ewigkeit! Best Of!                                           | —                  | —                  | —                  | Eerste publicatie: 11 mei 2018                                                                                        |
| 2018 | Wir woll’n feiern Wir woll’n feiern für die Ewigkeit! Best Of!                                          | —                  | —                  | —                  | Eerste publicatie: 8 juni 2018                                                                                        |
| 2018 | Ein Tor – Schland vor –                                                                                 | —                  | —                  | —                  | Eerste publicatie: 14 juni 2018                                                                                       |
| 2018 | Links rechts –                                                                                          | —                  | —                  | —                  | Eerste publicatie: 7 december 2018 Origineel: Snollebollekes                                                          |
| 2018 | Drei Weizen aus dem Morgenland Weihnachtsparty mit Mickie Krause                                        | —                  | —                  | —                  | Eerste publicatie: 16 december 2018                                                                                   |
| 2019 | Eine Woche wach Ballermann Hits Party mit Mickie Krause                                                 | —⁠                  | —                  | —                  | Eerste publicatie: 10 mei 2019 Verkoop: + 200.000                                                                     |
| 2020 | 10 Liter Bier (und dann geht das) Oktoberfest Party mit Mickie Krause                                   | —                  | —                  | —                  | Eerste publicatie: 3 juli 2020                                                                                        |
| 2020 | Früher gabs mehr Lametta Weihnachtsparty mit Mickie Krause                                              | —                  | —                  | —                  | Eerste publicatie: 25 november 2020                                                                                   |
| 2020 | Wir lassen uns das singen nicht verbieten! Silvesterparty mit Mickie Krause                             | —                  | —                  | —                  | Eerste publicatie: 11 december 2020 feat. Matze Knop; Origineel: Tina York                                            |
| 2021 | Meine Freundin hat ein kleines Häuschen Karnevalsparty mit Mickie Krause                                | —                  | —                  | —                  | Eerste publicatie: 29 januari 2021                                                                                    |
| 2021 | Kann ich so nicht sagen müsst ich nackt sehen Ballermann Hits Party 2022 mit Mickie Krause              | —                  | —                  | —                  | Eerste publicatie: 17 september 2021                                                                                  |
| 2021 | Für Dich Ballermann Hits Party 2022 mit Mickie Krause                                                   | —                  | —                  | —                  | Eerste publicatie: 22 oktober 2021                                                                                    |
| 2023 | Hütte, Hütte, schöne Berge Après Ski-Hits Party mit Mickie Krause                                       | —                  | —                  | —                  | Eerste publicatie: 5 januari 2023                                                                                     |
| 2023 | Nie mehr Alkohol – Freie Getränke Ballermann Hits Party 2023 mit Mickie Krause                          | —                  | —                  | —                  | Eerste publicatie: 5 mei 2023                                                                                         |
| 2023 | Die schönste Frau der Welt Après Ski-Hits mit Mickie Krause                                             | —                  | —                  | —                  | Eerste publicatie: 25 augustus 2023 feat. Markus Becker                                                               |
| 2023 | Volare –                                                                                                | —                  | —                  | —                  | Eerste publicatie: 26 september 2023 Origineel: Domenico Modugno & Alberto Semprini – Nel blu, dipinto di blu         |
| 2023 | Cerveza ist besser Après Ski-Hits mit Mickie Krause                                                     | —                  | —                  | —                  | Eerste publicatie: 27 oktober 2023                                                                                    |
| 2024 | Wenn der Krankenwagen kommt (Ist die Party vorbei) –                                                    | —                  | —                  | —                  | Eerste publicatie: 26 januari 2024                                                                                    |

Eine Woche wach haalde de officiële Duitse singlehitlijst niet, maar bereikte wel de elfde plaats in de single-trendhitlijst (22 juli 2022).

### Als gastmuzikant
| Jaar | Titel Album                                                                              | Hitlijstklassering | Hitlijstklassering | Hitlijstklassering | Opmerkingen                                                                         |
| Jaar | Titel Album                                                                              | DE                 | AT                 | CH                 | Opmerkingen                                                                         |
| ---- | ---------------------------------------------------------------------------------------- | ------------------ | ------------------ | ------------------ | ----------------------------------------------------------------------------------- |
| 2008 | Wir ham’ St. Anton überlebt ook bekend als: Wir ham’ Mallorca überlebt Heut ist mein Tag | 83 (4 Wo.)         | —                  | —                  | Eerste publicatie: 4 januari 2008 Jürgen Milski feat. Mickie Krause                 |
| 2008 | Kleiner Hai (Dim dim …) –                                                                | —⁠                  | —⁠                  | —                  | Eerste publicatie: 26 juli 2008 Alemuel feat. Mickie Krause                         |
| 2020 | Der Gorilla mit der Sonnenbrille Best Of! 2                                              | —                  | —                  | —                  | Eerste publicatie: 31 juli 2020 Volker Rosin feat. Mickie Krause                    |
| 2022 | Fiesta Mexicana #Schlager 2                                                              | —                  | —                  | —                  | Eerste publicatie: 10 juni 2022 Stereoact feat. Mickie Krause; origineel: Rex Gildo |
| 2022 | Mach die Robbe –                                                                         | —                  | —                  | —                  | Eerste publicatie: 14 oktober 2022 Frank und seine Freunde feat. Mickie Krause      |

De verkopen van Kleiner Hai (Dim dim …) zijn toegevoegd aan het origineel, de soloversie van Alemuel.

## Videoalbums en muziekvideo's

### Videoalbums
| Jaar | Titel Muzieklabel                                                                                      | Opmerkingen             |
| ---- | --- | ----------------------- |
| 2006 | Wie Blei in den Regalen – Live aus dem Riu Palace Mallorca und Alando Palais Osnabrück Electrola (EMI) | Eerste publicatie: 2006 |

### Muziekvideo's
| Jaar | Titel                                                    | Regisseur(s)   |
| ---- | -------------------------------------------------------- | -------------- |
| 2008 | Jan Pillemann Otze                                       |                |
| 2009 | Düp Düp                                                  |                |
| 2010 | Ich bin solo                                             |                |
| 2010 | Wau wau / Geile Sau                                      |                |
| 2011 | Schatzi schenk mir ein Foto! (Xtreme Sound Partyversion) |                |
| 2015 | Biste braun, kriegste Fraun                              |                |
| 2016 | Finger weg von Sachen ohne Alkohol                       |                |
| 2016 | Richtung Mond                                            |                |
| 2017 | Mich hat ein Engel geküsst                               |                |
| 2017 | Für die Ewigkeit                                         | Cihan Simsek   |
| 2019 | Eine Woche wach                                          |                |
| 2020 | Wir lassen uns das singen nicht verbieten!               |                |
| 2021 | Nur noch Schuhe an! (Masken-Version)                     | Johanna Schelp |
| 2021 | Meine Freundin hat ein kleines Häuschen                  | Mike Spelz     |
| 2021 | Kann ich so nicht sagen müsst ich nackt sehen            |                |
| 2021 | Für Dich                                                 |                |
| 2022 | Mach die Robbe                                           |                |
| 2023 | Eine Woche wach (Noisetime Remix)                        |                |

## Deelname door auteurs
| Jaar | Titel Interpretatie                          | Opmerkingen                         |
| ---- | -------------------------------------------- | ----------------------------------- |
| 2003 | Das Glück liegt auf der Straße Markus Becker | Eerste publicatie: 22 december 2003 |

## Speciale publicaties

### Albums
| Jaar | Titel Muzieklabel                                  | Opmerkingen                                                               |
| ---- | -------------------------------------------------- | ------------------------------------------------------------------------- |
| 2020 | Ich find Schlager toll – Das Beste Electrola (EMI) | Eerste publicatie: 14 augustus 2020 deel van Ich-find-Schlager-toll-reeks |

### Liederen
| Jaar | Titel Album                                                            | Opmerkingen |
| ---- | ---------------------------------------------------------------------- | --- |
| 2007 | Wir ham’ Mallorca überlebt Heut ist mein Tag                           | Eerste publicatie: 28 juni 2007 Jürgen Milski feat. Mickie Krause                                                        |
| 2010 | Gute Freunde kann niemand trennen Lollywood (Bonus Track Fan-Edition)  | Eerste publicatie: 24 september 2010 Die Lollies feat. Various Artists; origineel: Franz Beckenbauer                     |
| 2012 | Schatzi schenk mir ein Foto! (Volkstümliche Version) 20 Jahre Vollgas! | Eerste publicatie: 14 december 2012 Marc Pircher feat. Mickie Krause; origineel: Rogier & Co – Schatje, mag ik je foto?  |
| 2020 | Ich bin der König von Mallorca Das ultimative Jubiläums-Best-Of        | Eerste publicatie: 23 oktober 2020 Jürgen Drews feat. Mickie Krause                                                      |
| 2020 | Der Gorilla mit der Sonnenbrille Best Of! 2                            | Eerste publicatie: 13 november 2020 Volker Rosin feat. Mickie Krause                                                     |
| 2022 | Fiesta Mexicana #Schlager 2                                            | Eerste publicatie: 5 augustus 2022 Stereoact feat. Mickie Krause; Original: Rex Gildo                                    |
| 2023 | Schatzi schenk mir ein Foto! Liebe ist für alle da                     | Eerste publicatie: 10 november 2023 Sonia Liebing feat. Mickie Krause; origineel: Rogier & Co – Schatje, mag ik je foto? |

### Videoalbums
| Jaar | Titel Muzieklabel                                                | Opmerkingen |
| ---- | ---------------------------------------------------------------- | --- |
| 2013 | Eins.Plus.wie.immer – Live mit Band aus dem Luxor Rhingtön (UMG) | Eerste publicatie: 22 november 2013 Bonus-dvd; deel van Eins.Plus.wie.immer – Live mit Band aus dem Luxor (Deluxe Edition) |

## Promopublicaties
| Jaar | Titel Album                                           | Opmerkingen                                     |
| ---- | ----------------------------------------------------- | ----------------------------------------------- |
| 2001 | Baby I Love You –                                     | Eerste publicatie: 2001 feat. Mallorca Allstars |
| 2003 | Du bist zu blöd um aussem Bush zu winken Krause Alarm | Eerste publicatie: 2003                         |
| 2004 | Wirft der Arsch auch Falten Wie Blei in den Regalen   | Eerste publicatie: 2004                         |
| 2005 | Alle total versaut Wie Blei in den Regalen            | Eerste publicatie: 2005                         |
| 2008 | Wieder Zuhaus –                                       | Eerste publicatie: 2008                         |

## Statistieken
|                         | DE | AT | CH |
| ----------------------- | -- | -- | -- |
| Nummer 1-albums         | —  | —  | —  |
| Top 10-albums           | —  | —  | —  |
| Albums in de hitlijsten | 9  | —  | —  |

|                          | DE | AT | CH |
| ------------------------ | -- | -- | -- |
| Nummer 1-singles         | —  | —  | —  |
| Top 10-singles           | —  | —  | —  |
| Singles in de hitlijsten | 18 | 2  | 1  |

### Onderscheidingen voor muziekverkoop
Opmerking: Onderscheidingen in landen uit de hitlijsttabellen of hitboxen kunnen in deze worden gevonden.
| Land/Region      | Goud | Platina | Verkoop   | Bronnen           |
| ---------------- | ---- | ------- | --------- | ----------------- |
| Duitsland (BVMI) | 4    | 2       | 1.300.000 | musikindustrie.de |
| Totaal           | 4    | 2       |           |                   |